# Договор о дружбе и ненападении между СССР и Королевством Югославия
Договор о дружбе и ненападении между СССР и Королевством Югославия — соглашение, подписанное в Москве в ночь с 5 на 6 апреля 1941 года между представителями Королевства Югославия и Советского Союза. Со стороны СССР договор подписал нарком по иностранным делам В. М. Молотов, со стороны Югославии — посланник Югославии в Москве, Милан Гаврилович.

## Обстоятельства заключения и подписания
2 апреля 1941 года в Москву прибыли югославские представители Божин Симич и Драгутин Савич. Перед подписанием договора Вячеслав Молотов заверил германского посла Шуленбурга, что этот договор будет копией советско-турецкого соглашения 1925 года.
В 10 часов вечера 5 апреля 1941 года договор был официально подписан в Москве без особого торжества, но в присутствии Иосифа Сталина.

## Содержание договора
Стороны соглашения обязывались воздерживаться от нападения друг на друга и соблюдать «политику дружественных отношений» в случае, если одна из них становилась объектом военных действий третьей стороны. Договор был заключен на 5 лет (с возможностью пролонгации) и вступал в силу в момент подписания.

## Последствия
Еще до завершения официальной церемонии подписания договора Германия начала боевые действия против Югославии. После подписания договора по распоряжению Сталина югославские офицеры должны были обсудить с представителями советского Генерального штаба поставки оружия в Югославию. Советская сторона предложила Югославии 50 — 100 истребителей, 20 — 25 легких бомбардировщиков, 100 противотанковых пушек, батареи, 50 противоавиационных пушек, 200 минометов. Но телеграмма югославского посла Гавриловича об этом советском предложении была получена премьер-министром Душаном Симовичем, когда югославское правительство уже было в Афинах. Даже сам текст договора югославское правительство не смогло сразу получить. Министр Нинчич 7 апреля 1941 года попросил посла Югославии в Турции Шуменковича запросить у Милана Гавриловича текст договора. Шуменкович смог отправить текст договора только 13 апреля 1941 года через югославское посольство в Греции.